# Йеллоустонские водопады
Йеллоустонские водопады (англ. Yellowstone Falls) — парный водопад, расположенный в округе Парк (штат Вайоминг, США) на реке Йеллоустон в Йеллоустонском национальном парке. Расстояние между ними составляет около 750 метров (по руслу реки).

## Верхний Йеллоустонский водопад
Верхний Йеллоустонский водопад (англ. Upper Yellowstone Falls) расположен в точке 44°42′46″ с. ш. 110°29′59″ з. д. и имеет высоту 33 метра.

## Нижний Йеллоустонский водопад
Нижний Йеллоустонский водопад (англ. Lower Yellowstone Falls) расположен в точке 44°43′05″ с. ш. 110°29′46″ з. д. и имеет высоту 94 метра. Это — самый высокий водопад парка и крупнейший по объёму воды водопад Скалистых гор: в сухой сезон (осенью) расход воды составляет около 19 м³/сек, в дождливый сезон (в конце весны) — до 240 м³/сек.
Совершив низвержение, река продолжает свой путь по Великому Йеллоустонскому каньону.

## История
Местные индейцы знали о существовании этих водопадов испокон веков. Уильям Кларк во время своей знаменитой экспедиции (1804—1806), находясь в этом месте, сделал запись в дневнике, что слышит шум водопадов, но воочию их он так и не увидел. В 1824 году заявил о том, что видел эти водопады, французский торговец пушниной Батист Дюшарм. В 1846 году такое же заявление сделал американский первопроходец, маунтинмен, торговец пушниной и горный проводник Джим Бриджер. В 1851 году он предоставил миссионеру Пьеру Жану де Смету карту, на которой эти водопады были обозначены. В 1869 году Экспедиция Кука, Фолсома и Питерсона впервые полноценно исследовала эти водопады и дала им нынешнее название. В следующем году общественности были представлены более-менее качественные рисунки водопадов — их выполнил рядовой Чарльз Мур во время Экспедиции Уошбёрна, Лэнгфорда и Доана. В 1871 году были сделаны первые фотоснимки водопадов — их выполнил Уильям Джексон, посетивший это место в составе экспедиции под началом Фердинанда Гайдена; а также первые настоящие картины, их изображающие, — авторства Томаса Морана. В 1887 году были опубликованы первые зимние фотографии этих водопадов — съёмку выполнил Фрэнк Хейнс.
Ныне Йеллоустонские водопады являются популярной туристической достопримечательностью. Непосредственно у Верхнего водопада выстроен мост Читтенден; к Нижнему водопаду подходит «Тропа Дяди Тома».

## Галерея
- Нижний водопад, рисунок 1870 года авторства рядового Чарльза Мура.
- Нижний водопад, картина 1871 года авторства Томаса Морана.
- Верхний водопад, фото 1916 года.
- Нижний водопад, фото 1941 года авторства Энсела Адамса.
- Вид на Нижний водопад с «Точки художников[англ.]»
- Нижний водопад зимой